# Élie Wermelinger
 Élie Wermelinger  (Châtillon-sur-Seine, 6 mars 1906 - novembre 1993) est un sportif et un journaliste français.

## Biographie
Il naît à Châtillon-sur-Seine dans une famille franco-suisse aux origines assez exotiques. 
Son père était ingénieur-chimiste; son grand-père paternel, droguiste pharmacien envoyé dans des laboratoires en Argentine, y épousa la fille d'un ancien mécanicien normand des Chemins de fer de l'Ouest, volontaire pour travailler en Argentine, et reconverti là-bas dans l'hôtellerie.
Il n'a que quelques mois quand ses parents s'installent définitivement comme teinturiers, rue Saint-Pierre  à Tonnerre. Il y fait ses premières études. En 1917, à 10 ans, il y découvre aussi l'Amérique et les Américains  avec le stationnement dans la ville de l'armée américaine pendant deux ans. Pour le ramener à plus d'assiduité dans ses études,  ses parents le placent pensionnaire au lycée de Sens.
Il continue ses études au lycée Carnot de Dijon et revient ensuite à Tonnerre comme répétiteur au collège où, tout en passant des diplômes de lettres et de droit  et en s'adonnant déjà au sport,  il devient champion de France universitaire d'athlétisme.
Le 17 août 1928, à 21 ans, il organise sa première compétition sportive de natation sur le canal,  ce qui lui vaut d'être qualifié par le journal local de « Commissaire général des sports » de la ville.
Ayant fait alors connaissance de Jean-Michel Renaitour, futur maire d'Auxerre, il se tourne un temps  vers le monde de la politique mais en fera vite le tour. 
Il s'engage alors dans l'armée. Promu lieutenant-méhariste, il est détaché au commissariat de l'Exposition coloniale de 1931  et continue la pratique de l'athlétisme. La débâcle de 1940, puis le régime de Vichy lui font quitter l'armée. En 1943 il  rejoint la France et entre dans la Résistance dans les pays de Loire  sous les pseudo de « Colonel Sirocco » ou encore de  « Toto ». Il finit capitaine.

## L'organisateur sportif
Après la libération, ses antécédents de sportif et de résistant lui permettre d'accéder à la fonction  de directeur du Casino de Biarritz où il organise des compétitions de tennis. C'est par ce biais, qu'en 1948,  il rencontre Jacques Goddet, fondateur du journal L'Équipe, qui en fait son collaborateur, 
et à partir de 1958, le principal organisateur du Tour de France. Tous les ans, jusqu'en 1972, il sillonne le pays pour en tracer l'itinéraire, et finit par en connaître les plus petites routes  et le moindre village, aussi bien sous l'angle touristique qu'économique ou logistique.
En 1951, il est commissaire du 1er salon du tourisme et de l'hôtellerie à Paris
Écarté du Tour en 1972 (il a 66 ans), il n'en reste pas moins au journal l'Équipe et met son énergie au service  du lancement en 1973 du Tour de France Moto, et encore de L’Équipée blanche, de la Route du Rhum, des Six Jours, des concours de plage, et du Concours Foot.
Lorsque le journal l'Équipe déménage de Paris pour Issy-les-Moulineaux, c'est lui qui est chargé d'en rassembler et  d'en classer les archives.

## L'écrivain
Du volet littéraire de ses études, il garde le goût de l'écriture. Tous les ans, de 1958 à 1993,  il rédige son « Guide Touristique et Historique du Tour » à l'usage des suiveurs et familièrement  appelé par eux, le « petit Wermel. » (prononcez: « Vermeul »), que les journalistes exploitent pour étoffer leurs articles. Ces guides sont aujourd'hui recherchés par les collectionneurs.
Il crée sa revue « l'Écho touristique ».
Il fréquente également de nombreux écrivains comme Curzio Malaparte, Antoine Blondin, Arthur Conte ou Erik Orsenna qui en fait même un de ses personnages dans son roman L'Exposition coloniale, (Prix Goncourt 1988).

## Œuvres
- La Rue Saint-Pierre
- Tonnerre à l'époque de la Grande Bouffe
- L'Union sportive pinagotienne 1992

## Distinctions et Hommages
- Officier de la Légion d'honneur
- Croix de guerre 1939-1945 avec palme
- Silver Star américaine
- Le 16 juillet 2009, à l'occasion du départ de l'étape du Tour  Tonnerre – Vittel, la municipalité lui a rendu hommage en dévoilant une plaque à son nom dans l'enceinte du village du Tour, pour l'installer ensuite à l'entrée du Stade municipal de Tonnerre.
- Le Club philatélique de Tonnerre a édité un souvenir philatélique avec timbre à son effigie.